# ماكسويل تشيميزي إيغواتو
ماكسويل تشيمزي إيغواتو (بالإنجليزية: Maxwell Chimezie Egwuatu)‏ (ولد في 20 أغسطس 1991) هو لاعب كرة قدم نيجيري يلعب في نادي السيب العماني من 2016 في مركز المهاجم.

## الأندية

### الفئات السنية
ولد ماكسويل في لاغوس بنيجيريا وبدأ مسيرته في كرة القدم في عام 2006 مع النادي المحلي لاد ون وعمل على تنمية مهاراته في كرة القدم لمدة عامين.

### مامباس نويرس
بعد ذلك بعام انتقل مرة أخرى من نيجيريا وهذه المرة إلى دولة بنين المجاورة حيث وقع عقدا لمدة سنة مع نادي مامباس نويرس الذي يشارك في دوري بنين الممتاز. كما قضى فترة قصيرة على سبيل الإعارة في نادي دراغونز دي أوميه في عام 2011.

### كوستوليني
انتقل لأول مرة إلى أوروبا في عام 2011 إلى مولدوفا حيث وقع عقدا لمدة ثلاث سنوات مع نادي كوستوليني. لعب مباراته الأولى في الدوري المولدوفي الوطني في 22 أكتوبر 2011 عندما خسر 1-0 من أكاديمية كيشيناو وسجل هدفه الأول في 27 أبريل 2012 عندما فاز فريقه 1-0 على رابيد غيديجي. سجل 3 أهداف في 13 مباراة في موسم 2011-12 من الدوري المولدوفي الوطني.
كان أول ظهور له في موسم 2012-13 كان في 13 يوليو 2012 عندما خسر 5-0 من نادي شريف تيراسبول وسجل هدفه الأول في 24 نوفمبر 2012 في التعادل 1-1 مع نادي تيراسبول. سجل 9 أهداف في 27 مباراة في موسم 2012-13 من الدوري المولدوفي الوطني.
في موسم 2013-14 من الدوري المولدوفي الوطني كان أول ظهور له في 27 يوليو 2013 عندما خسر 2-1 من رابيد غيديجي وسجل هدفه الأول في 3 أغسطس 2013 في الخسارة 2-1 من سبيرانزا كريهانا فيتشي. بتسجيله 6 أهداف في 13 مباراة توج هدافا للفريق في موسم 2013-14.

### البديع
في عام 2015 انتقل إلى الشرق الأوسط وبشكل أكثر دقة إلى البحرين حيث وقع عقدا لمدة عام مع نادي دوري الدرجة الثانية البحريني نادي البديع. سجل 9 أهداف في 13 مباراة في دوري الدرجة الثانية البحريني 2015-16 وكذلك 5 أهداف في 5 مباريات في كأس الاتحاد البحريني 2015–16 وبالتالي أصبح هداف النادي لهذا الموسم.

### إحصائيات
| النادي        | الموسم        | الدرجة                  | الدوري | الدوري  | الكأس | الكأس   | البطولة القارية | البطولة القارية | أخرى | أخرى    | المجموع | المجموع |
| النادي        | الموسم        | الدرجة                  | لعب    | الأهداف | لعب   | الأهداف | لعب             | الأهداف         | لعب  | الأهداف | لعب     | الأهداف |
| ------------- | ------------- | ----------------------- | ------ | ------- | ----- | ------- | --------------- | --------------- | ---- | ------- | ------- | ------- |
| كوستوليني     | 2011-12       | الدوري المولدوفي الوطني | 13     | 2       | 0     | 0       | 0               | 0               | 0    | 0       | 13      | 2       |
| كوستوليني     | 2012-13       | الدوري المولدوفي الوطني | 13     | 1       | 0     | 0       | 0               | 0               | 0    | 0       | 13      | 1       |
| كوستوليني     | 2013-14       | الدوري المولدوفي الوطني | 27     | 5       | 0     | 0       | 0               | 0               | 0    | 0       | 27      | 5       |
| كوستوليني     | المجموع       | المجموع                 | 53     | 8       | 0     | 0       | 0               | 0               | 0    | 0       | 53      | 8       |
| البديع        | 2015-16       | الدرجة الثانية          | 13     | 9       | 5     | 5       | 0               | 0               | 0    | 0       | 18      | 14      |
| البديع        | المجموع       | المجموع                 | 13     | 9       | 5     | 5       | 0               | 0               | 0    | 0       | 18      | 14      |
| السيب         | 2016-17       | دوري المحترفين          | 11     | 5       | 1     | 0       | 0               | 0               | 0    | 0       | 12      | 5       |
| السيب         | المجموع       | المجموع                 | 11     | 5       | 1     | 0       | 0               | 0               | 0    | 0       | 12      | 5       |
| المجموع الكلي | المجموع الكلي | المجموع الكلي           | 77     | 22      | 6     | 5       | 0               | 0               | 0    | 0       | 83      | 27      |